# سعود بن محمد آل ثاني
سعود بن محمد بن علي بن عبد الله بن قاسم بن محمد آل ثاني (28 فبراير 1966 - 9 نوفمبر 2014) كان عضو في عائلة آل ثاني الحاكمة في قطر الذي شغل منصب وزير الثقافة والفنون والتراث.
بحلول مطلع القرن الحادي والعشرين كان سعود قد أسس سمعة دولية كجامع متعطش للفنون سواء بالنسبة لمجموعته الخاصة أو في العديد من المتاحف المملوكة للدولة التي أشرف عليها في قطر.
كوزير للثقافة والفنون والتراث من عام 1997 عهد إليه بإنشاء مجموعات لملء برنامج طموح للمتاحف ذات المستوى العالمي في قطر بما في ذلك متحف للفنون الإسلامية وهو متحف قطر الوطني ومتحف التاريخ الطبيعي ومتحف للتصوير الفوتوغرافي ومتحف الملابس التقليدية والمنسوجات. فصل من منصبه في عام 2005. جمع عدسة ليكا والأثاث والسيارات العتيقة والتاريخ الطبيعي والمجوهرات وحتى الدراجات ولكن كان من غير الواضح في بعض الأحيان إذا كانت المجموعات التي جمعها تنتمي إليه أو إلى قطر.
أسس سعود محمية الوبرة للحياة البرية وهي محمية خاصة لتربية الأنواع المهددة بالانقراض في قطر والتي تركز على تربية وحفظ أنواع الطيور النادرة وخاصة الببغاء سبيكس. تعتبر الوبرة مركزا مهما للأنواع العربية المهددة بالانقراض مثل الغزال الرملي والمها العربي.
كما أسس سعود جائزة آل ثاني في عام 2000. تعتبر أكبر مسابقة للتصوير الفوتوغرافي في الشرق الأوسط مع ما يقرب من 54,000 مشارك في عام 2010.
كان متزوجا من آمنة بنت أحمد بن حسن بن عبد الله بن قاسم آل ثاني.
في الفصل «العين الذهبية» من كتاب رحلات مع نفسي لطاهر شاه فإن يروي المؤلف زيارة إلى منزل سعود ومجموعته الفنية الرائعة.
توفي سعود في لندن في 9 نوفمبر 2014.

## الذرية
- حمد بن سعود بن محمد بن علي آل ثاني.
- سارة بنت سعود بن محمد بن علي آل ثاني.
- موزة بنت سعود بن محمد بن علي آل ثاني.